# Hannonville-sous-les-Côtes
Hannonville-sous-les-Côtes és un municipi francès situat al departament del Mosa i a la regió del Gran Est. L'any 2007 tenia 610 habitants.

## Demografia

### Població
El 2007 la població de fet de Hannonville-sous-les-Côtes era de 610 persones. Hi havia 240 famílies, de les quals 88 eren unipersonals (40 homes vivint sols i 48 dones vivint soles), 60 parelles sense fills, 72 parelles amb fills i 20 famílies monoparentals amb fills.
La població ha evolucionat segons el següent gràfic:
Habitants censats

### Habitatges
El 2007 hi havia 284 habitatges, 246 eren l'habitatge principal de la família, 23 eren segones residències i 15 estaven desocupats. 226 eren cases i 21 eren apartaments. Dels 246 habitatges principals, 149 estaven ocupats pels seus propietaris, 90 estaven llogats i ocupats pels llogaters i 7 estaven cedits a títol gratuït; 35 tenien una cambra, 7 en tenien dues, 21 en tenien tres, 59 en tenien quatre i 124 en tenien cinc o més. 194 habitatges disposaven pel capbaix d'una plaça de pàrquing. A 93 habitatges hi havia un automòbil i a 88 n'hi havia dos o més.

### Piràmide de població
La piràmide de població per edats i sexe el 2009 era:
| Homes | Edats   | Dones |
| ----- | ------- | ----- |
| 0     | 95 o +  | 4     |
| 0     | 90 a 94 | 16    |
| 4     | 85 a 89 | 16    |
| 4     | 80 a 84 | 16    |
| 20    | 75 a 79 | 8     |
| 0     | 70 a 74 | 16    |
| 16    | 65 a 69 | 4     |
| 16    | 60 a 64 | 24    |
| 12    | 55 a 59 | 12    |
| 20    | 50 a 54 | 0     |
| 16    | 45 a 49 | 16    |
| 12    | 40 a 44 | 12    |
| 12    | 35 a 39 | 12    |
| 48    | 30 a 34 | 16    |
| 8     | 25 a 29 | 20    |
| 8     | 20 a 24 | 12    |
| 8     | 15 a 19 | 4     |
| 12    | 10 a 14 | 12    |
| 20    | 5 a 9   | 12    |
| 16    | 0 a 4   | 16    |

## Economia
El 2007 la població en edat de treballar era de 336 persones, 231 eren actives i 105 eren inactives. De les 231 persones actives 185 estaven ocupades (102 homes i 83 dones) i 46 estaven aturades (16 homes i 30 dones). De les 105 persones inactives 32 estaven jubilades, 23 estaven estudiant i 50 estaven classificades com a «altres inactius».

### Ingressos
El 2009 a Hannonville-sous-les-Côtes hi havia 244 unitats fiscals que integraven 535,5 persones, la mediana anual d'ingressos fiscals per persona era de 15.439 €.

### Activitats econòmiques
Dels 17 establiments que hi havia el 2007, 2 eren d'empreses alimentàries, 1 d'una empresa de fabricació d'altres productes industrials, 2 d'empreses de construcció, 3 d'empreses de comerç i reparació d'automòbils, 2 d'empreses d'hostatgeria i restauració, 2 d'empreses de serveis, 2 d'entitats de l'administració pública i 3 d'empreses classificades com a «altres activitats de serveis».
Dels 4 establiments de servei als particulars que hi havia el 2009, 1 era un paleta, 1 guixaire pintor, 1 lampisteria i 1 restaurant.
Dels 3 establiments comercials que hi havia el 2009, 1 era una botiga de més de 120 m², 1 una botiga de menys de 120 m² i 1 un drogueria.
L'any 2000 a Hannonville-sous-les-Côtes hi havia 22 explotacions agrícoles que ocupaven un total de 465 hectàrees.

## Equipaments sanitaris i escolars
El 2009 hi havia una escola elemental integrada dins d'un grup escolar amb les comunes properes formant una escola dispersa.

## Poblacions més properes
El següent diagrama mostra les poblacions més properes.